# 1939年中国
| 中国历史 / 中国历史年表                                                                                                   |
| 世紀： 19世纪中国 / 20世纪中国 / 21世纪中国                                                                               |
| 年代： 1900年代中国 / 1910年代中国 / 1920年代中国 / 1930年代中国 / 1940年代中国 / 1950年代中国大陆 / 1960年代中国大陆     |
| 年份： 1935年中国 / 1936年中国 / 1937年中国 / 1938年中国 / 1939年中国 / 1940年中国 / 1941年中国 / 1942年中国 / 1943年中国 |
| 纪年： 己卯年（兔年）、中华民国28年                                                                                       |

## 大事記

### 1月
- 中共中央決定成立中共中央北方局，彭真為書記；周恩來領導建立八路軍重慶辦事處[1]:5994。
- 1月1日——中國國民黨中常會決議：永遠開除汪精衛黨籍，並撤除其一切職務，1月13日國民政府明令公布；西康省政府成立，省政府主席劉文輝宣誓就職[1]:5977-5978。
- 1月3日——中國國民黨中央黨部任命葉楚倫為中央宣傳部代理部長；軍事委員會任命張凌雲為第六十七軍軍長[1]:5979。
- 1月4日——杜重遠自重慶飛往迪化，就任新疆大學校長[1]:5980。
- 1月5日——中共中央書記處會議討論汪精衛判國投敵問題，毛澤東指出：我黨對目前整體的方針擁蔣反汪；中共中央書記處會議決定將華南及西南各省合併成立一中央局，定名為南方局，以周恩來為書記；軍事委員會任命陳大慶代第八十五軍副軍長[1]:5980。
- 1月7日——軍事委員會任命盧漢為第一集團軍總司令[1]:5981。
- 1月9日——軍事委員會任命衛立煌為第一戰區司令長官、孫連仲為副司令長官，商震為第九戰區副司令長官，羅卓英為前敵總司令；廣東省第四區游擊司令蔣光鼐辭職，遺缺由李章達繼任[1]:5982。
- 1月10日——軍事委員會任命陳沛為第三十七軍副軍長[1]:5982。
- 1月11日——軍事委員會重劃部分戰區：第一戰區司令長官為衛立煌；第三戰區司令長官為顧祝同；第五戰區司令長官為李宗仁；山東及蘇北一部分為魯蘇戰區，總司令為于學忠，副總司令為韓德勤；軍事委員會任命葉肇為第十二集團軍副總司令，董宋珩為第二十二集團軍副總司令，郭勳祺為第二十三集團軍副總司令，郭懺為第三十三集團軍副總司令，關麟徵兼第三十七軍軍長，宋肯堂為第三十二軍軍長，安恩溥六十軍副軍長[1]:5983。
- 1月14日——國民政府任命石友三為察哈爾省政府主席，原任劉汝明免職；軍事委員會任命朱紹良為第八戰區司令長官、傅作義為副司令長官，蔣鼎文為第十戰區司令長官兼第三十四集團軍總司令，胡宗南兼第三十四集團軍副總司令，鹿鍾麟為冀察戰區總司令，于學忠為魯蘇戰區總司令、沈鴻烈為副總司令，杜聿明代新編第十一軍軍長，彭杰如為第十四軍副軍長，田溫其為第六十八軍副軍長[1]:5984。
- 1月15日——張治中致電行政院，請辭湖南省政府主席職[1]:5985。
- 1月16日——中共中央南方局在重慶成立，另設辦事處於桂林，聯絡湖南、江西、廣東、廣西及香港工作[1]:5986。
- 1月17日——陝甘寧邊區首屆參議會在延安召開，毛澤東講話，指出抗戰一定要有民權主義與民生主義；湖南省政府改組，薛岳代張治中任省政府主席；軍事委員會任命薛岳為第九戰區副司令長官（代司令長官職務），關麟徵為第三十一集團軍副總司令[1]:5986-5987。
- 1月19日——軍事委員會任命香翰屏為第九集團軍副總司令[1]:5987。
- 1月20日——中國國民黨中常會以汪精衛業經撤職，決議推蔣介石任國民參政會議長；軍事委員會任命龐炳勳、劉汝明為第二集團軍副總司令，沈克為第四十軍副軍長[1]:5988。
- 1月21日——中國國民黨五屆五中全會在重慶召開，到中央執監委員155人，推舉王法勤、丁惟汾、居正、于右任、馮玉祥等11人為主席團，朱家驊為秘書長；國民政府明令改組湖南省政府，薛岳兼省政府主席；軍事委員會任李興中為第九十六軍軍長、王根僧為副軍長，趙壽山為第三十八軍軍長，陳公俠為第六十四軍副軍長；軍令部第二廳廳長鄭介民轉報蘇籍顧問關於日軍占領武漢、廣州後對華政策情報稱：莫斯科所得日軍華方案：一、停止進攻，以準備對俄戰爭；二、繼續進攻，消耗中國兵力，使之不能反攻；三、準備長期作戰，占領全中國[1]:5988-5989。
- 1月22日——軍事委員會任命周碞為第三十一集團軍副總司令[1]:5990。
- 1月23日——蔣介石在中國國民黨五屆五中全會作《喚醒黨魂，發揚黨德，鞏固黨基》秘密報告，指出黨魂是黨魂是黨的主義，黨德就是智、仁、勇，黨基是黨魂、黨德、黨史、黨紀四要素，宣稱這是中華民族固有的道德；國民政府交通部設水陸運輸聯合委員會，派宋子良為主任委員；軍事委員會任命楊漢域為第二十軍軍長[1]:5990。
- 1月25日——國民政府令免軍事委員會委員長西安行營主任蔣鼎文本職；軍事委員會任命俞濟時二十集團軍副總司令，劉尚志為第三十九軍副軍長[1]:5991。
- 1月26日——蔣介石在中國國民黨五屆五中全會報告外交方針與國策；軍事委員會任命孫魁元為新編第五軍軍長，夏威兼第四十六軍軍長、何宣為副軍長[1]:5991。
- 1月28日——軍事委員會任命陶廣為第十集團軍副總司令[1]:5992。
- 1月29日——蔣介石在中國國民黨五屆五中全會報告整頓黨務要點，提出在最近半年中必須「增加有組織有訓練的黨員，至少要照現有黨員總數擴充五分之一」[1]:5993。
- 1月30日——中國國民黨五屆五中全會閉幕，全會決定設置國防最高委員會，由蔣介石任委員長，推葉楚倫為中宣部部長，又秘密通通黨務報告決議案，在國共兩黨關係上確定「溶共、防共、限共」之基本方針，秘密設立「防共委員會」，並陸續制定《防制異黨活動辦法》等秘密文件；軍事委員會任命梁華盛為第二十五軍副軍長；吳佩孚在北平會見記者，堅拒日本威脅利誘；王克敏、梁鴻志、王揖唐、溫宗堯、朱深、陳群等，在北平發起組織「和平救國會」[1]:5993。

### 2月
- 蔣介石密派谷正鼎專程赴河內，對汪精衛進行游說；日軍在江西德安，使用毒劑並發射毒氣炮彈3,000發，染毒面積30萬平方米，當地軍民死傷慘重[1]:6007。
- 2月1日——軍事委員會委員長重慶行營結束，另設委員長成都行營和西昌行營[1]:5994。
- 2月4日——中國國民黨四川省黨部主任委員陳公博辭職，由黃季陸繼任；軍事委員會任命陳萬仞為第二十一軍軍長、宣鐵吾為副軍長[1]:5996。
- 2月6日——軍事委員會任命李家鈺為第四集團軍副總司令，王靖國為第十三集團軍總司令；國民政府派戴笠為中央警校校務主任委員[1]:5997。
- 2月7日——國防最高委員會成立，蔣介石兼任委員長，常委為五院院長、外長、正副參謀總長及中常委三人共11人，秘書長張群；軍事委員會任命孫蔚如為第四集團軍總司令，曾萬鍾為第五集團軍總司令、劉茂恩為副總司令，孫楚為第八集團軍總司令，馮欽哉為第十四集團軍副總司令，王敬久為第三十二集團軍副總司令，韓德勤為魯蘇戰區副總司令，周祥初兼第八十七軍軍長[1]:5997-5998。
- 2月8日——國民政府派賀國光為軍事委員會委員長成都行營主任；綏境蒙政會委員長沙克都爾札布飛抵重慶述職，並就任國民政府委員；軍事委員會任命李默庵為第十四集團總司令，宣布除劉文輝第五軍團外，其餘各軍團番號一律撤銷[1]:5998。
- 2月9日——軍事委員會任命黃壯懷為第九十四軍軍長[1]:5999。
- 2月10日——軍事委員會任命夏守勳為第七十八軍軍長[1]:5999。
- 2月上旬——毛澤東會見美國合眾社記者羅伯特·馬丁，毛澤東說：中國需要民主才能堅持抗戰[1]:5999。
- 2月11日——蔣介石就日軍登陸海南島對外籍記者發表談話稱：「日軍進攻海南島，無異造成太平洋上之『九一八』。」；軍事委員會任命陳烈為第五十四軍副軍長；河南省政府主席程潛因公離省，由民政廳長方策代行職務[1]:5999。
- 2月14日——國民政府派張篤倫為軍事委員會委員長西昌行營主任；軍事委員會任命焦其鳳為第二十六軍副軍長；日軍在三亞港登陸，三亞、榆林、崖縣均被侵占，爾後日軍南北對進，侵占海南全島[1]:6000-6001。
- 2月15日——軍事委員會任命張雪中為第十三軍副軍長[1]:6001。
- 2月17日——軍事委員會任命田鎮南為第二集團軍副總司令，杜聿明代第五軍軍長[1]:6002。
- 2月19日——軍事委員會任命鄭洞國為第五軍副軍長[1]:6002。
- 2月22日——中美文化協會在重慶成立，孔祥熙任會長，陳立夫任副會長，宋美齡、史汀生任名譽會長[1]:6004。
- 2月23日——中國國民黨中央常委會決議選任宋美齡為國民政府委員[1]:6004。
- 2月25日——軍事委員會任命龐炳勳為冀察戰區副總司令[1]:6005。
- 2月27日——國民政府任命高憲申為海軍學校校長原任李孟斌免職；軍事委員會任劉膺古為第十九集團軍副總司令[1]:6006。
- 2月28日——軍事委員會任命馬鴻逵為第八戰區副司令長官，高蔭槐為第一集團軍副總司令[1]:6006。

### 3月
- 3月2日——軍事委員會任命楊澄源為第六集團軍副總司令，劉若弼為第七十八軍副軍長[1]:6008。
- 3月3日——軍事委員會任命蔡廷鍇為第十六集團軍副總司令[1]:6009。
- 3月6日——國民政府任命程天放為國立四川大學校長[1]:6011。
- 3月8日——軍事委員會部署南昌會戰，任命陳儀為第二十五集團總司令[1]:6011-6012。
- 3月9日——國民政府特派李濟深為軍事委員會戰地黨政委員會副主任委員；軍事委員會任命陳長捷為第十三集團軍副總司令[1]:6012。
- 3月11日——國防最高委員會頒布《國民精神總動員綱領》，強調「國家至上，民族至上；軍事第一，勝利第一；意志集中，力量集中」[1]:6014。
- 3月12日——軍事委員會任命朱德為第二戰區副司令長官，趙承綬為第八集團軍副總司令，3月13日任命楊愛源為第二戰區副司令長官；中國邊區文化促進會在重慶成立，負責人為沙克都爾札布、喜饒嘉錯等[1]:6014。
- 3月13日——蔣介石指定張群兼任國民精神總動員會秘書長[1]:6015。
- 3月15日——軍事委員會任命馮欽哉為第十四集團軍總司令；中英正式簽訂貸款合同，英國同意給中國信用貸款50萬英鎊，用以購買卡車行駛滇緬公路[1]:6015-6016。
- 3月18日——國防最高委員會議通過《國民精神總動員組織大綱》，決定該會會長由國防最高委員會委員長兼任，副會長由行政院院長兼任；軍事委員會任命牟中珩為第五十一軍長，周毓英為副軍長[1]:6017。
- 3月19日——軍事委員會任命梁立柱為第八軍副軍長，李守維為第八十九軍軍長[1]:6017。
- 3月21日——汪精衛在河內遇剌幸免，其秘書曾仲嗚斃命[1]:6019。
- 3月22日——日本內閣五相會議，以曾仲嗚遇剌，就汪精衛安全問題作出決定，派影佐禎昭前往河內，策劃使汪逃離河內[1]:6019。
- 3月25日——軍事委員會任命趙承綬為第七集團軍總司令，池峰城為第三十軍軍長[1]:6020-6021。
- 3月27日——南昌失陷，南昌會戰結束[1]:6022。
- 3月30日——日軍三路圍攻高安，並施放毒氣，國軍俞濟時部第七十四軍王耀武師力戰不利，旅長張靈甫重傷，於4月1日退守白石嶺、趕車壟之線[1]:6023。

### 4月
- 中國國民黨秘密頒布《限制異黨活動辦法》[1]:6043。
- 4月1日——蔣介石就南昌棄守後作戰方針致電薛岳：「此後戰略應以避實擊虛為主旨，長岳路前線主力應趕速撤退到湘陰、平江之線，且以長沙、湘陰、平江三據點，形成犄角之勢。」；新墻河之只作前進陣地，準備一有力部隊棄制日軍；湖東應以瀏陽、萍鄉、醴陵三據點為三角形，日軍進來必可予以最大之打擊[1]:6025。
- 4月5日——白崇禧密電蔣介石報告日軍近期戰略企圖，提出擬以「鈞座最高持久的戰略，側重游擊戰與運動戰的戰術，指導所屬各戰區的作戰」，並提出「經濟的使用兵力，非有利地形、有利時機，不輕於決戰」[1]:6028。
- 4月11日——軍事委員會任命魯崇義為第三十三軍副軍長，譚邃為第六十六軍軍長[1]:6032。
- 4月15日——軍事委員會任命繆培南為第六十五軍軍長[1]:6033。
- 4月17日——蔣介石在重慶中央廣播中央廣播電台發表實施國民精神總動員演說，宣布自5月1日起，全國各地全部實行國民精神總動員[1]:6034。
- 4月20日——日軍下達襄東作戰「準備命令」[1]:6036。
- 4月21日——軍事委員會任命陳牧農為第九十三軍副軍長[1]:6037。
- 4月22日——軍事委員會任命王俊為第十二集團軍副總司令，馬鴻賓為第十七集團軍副總司令；南昌反攻作戰開始[1]:6037。
- 4月24日——國民政府特派白崇禧兼廣西綏靖公署副主任；軍事委員會任命刑肇棠為新編第五軍副軍長[1]:6039。
- 4月25日——軍事委員會任命姚北辰為第十五軍副軍長；汪精衛等秘密離開河內，前往上海[1]:6039-6040。
- 4月29日——軍事委員會任命羅歷戎為第一軍副軍長，汪之斌為第七十三軍副軍長，王文彥為第七十六軍副軍長，張坤生為新編第一軍副軍長[1]:6042。

### 5月
- 5月2日——國民政府令：陸軍中將陳誠、衛立煌晉任陸軍二級上將，陸軍中將張自忠、孫震特加陸軍上將銜；國民政府命何鍵兼縣政計劃委會主任委員，李宗黃為副主任委員[1]:6045。
- 5月5日——國民政府改重慶為行政院直轄市[1]:6048。
- 5月7日——日軍攻陷棗陽、隨縣，隨棗會戰結束[1]:6049。
- 5月9日——白崇禧轉達蔣介石停止對南昌之攻擊令，南昌會戰結束；汪精衛到達上海[1]:6050。
- 5月11日——軍事委員任薛岳兼第十五集團總司令、關麟徵為副總司令；日軍佔領鼓浪嶼，因屬公共租界，美國、英國、法國等均表不滿；日軍、蘇軍在諾門坎衝突[1]:6051-6052。
- 5月13日——國民政府令；程潛晉升陸軍一級上將，盧漢加陸軍上將銜[1]:6053。
- 5月14日——軍事委員會任命繆培南為第九集團軍副總司令[1]:6053。
- 5月15日——國民政府特任徐源泉為軍事參議院參議；第五戰區司令長官李宗仁下令對隨棗全線反攻，5月22日日軍全線總退卻，會戰結束[1]:6054。
- 5月20日——國民政府任命賀國光兼重慶衛戍總司令[1]:6056。
- 5月23日——行政院決議設立懇務總局[1]:6057。
- 5月25日——軍事委員任命林岳生四十九軍副軍長[1]:6058。
- 5月26日——國民政府特任周鍾嶽為內政部部長，免去原任何鍵本職，特派何鍵為軍委員會撫恤委員會主任委員；軍事委員會任命沈發藻為第二軍副軍長，彭蘭為第十八軍副軍長，曾友仁為第六十五軍副軍長[1]:6058-6059。
- 5月28日——隨棗會戰結束[1]:6059。
- 5月30日——軍事委員會任命陳沛為第三十七軍副軍長[1]:6060。
- 5月31日——國民政府特派孔祥榕為黃河水利委員會委員長；汪精衛、周佛海等11人離開上海，於6月1日抵東京，洽商成立政府事[1]:6061。

### 6月
- 6月1日——軍事委員會任命薛岳兼新編第六軍軍長、沈久成為副軍長，彭毓敏為第三十二軍軍長[1]:6062。
- 6月4日——軍事委員會任命俞濟時為第十九集團軍副總司令，霍揆彰為第二十集團軍副總司令[1]:6063。
- 6月8日——國民政府明令嚴緝汪精衛[1]:6066。
- 6月9日——軍事委員會任命宋英仲為第七十軍副軍長[1]:6066。
- 6月15日——汪精衛向日本提出《對日本實行尊重中國主權原則之希望》：一、日本在各級政權中應不設置政治顧問或具有類似名義之職位，不占有或操縱各種或各個稅收機關；二、確定最高軍權的獨立性，在最高軍事機關設立顧問團，招聘日、德、意三國之軍事專家組織之。中央政府建交後，日軍應進行局部撤退；三、迅速交還中國公私營工礦企業，對合辦事業應重新進行合理估價，與「臨時」和「維新」兩政府所訂契約，給予再次審查之餘地[1]:6069-6070。
- 6月16日——國民政府特派全權代表孫科與蘇聯特派全權代表米高揚在莫斯科簽署《中蘇通商條約》[1]:6070。
- 6月21日——軍事委員會任命杜聿明代第五軍軍長，周士冕為第二十七軍副軍長[1]:6072。
- 6月23日——軍事委員會任命俞濟時兼第八十六軍軍長[1]:6073。
- 6月24日——軍事委員會任命王耀武為第七十四軍軍長[1]:6074。
- 6月25日——汪精衛抵達北平會見日本華北方面軍司令杉山元，並和王克敏晤商組織「聯合政府」，汪精衛曾約吳佩孚在杉山元官舍會面，遭吳佩孚拒絕；美國通知日本廢止《美日友好通商航海條約》[1]:6074。
- 6月26日——軍事委員會政治部長陳誠奉蔣介石令，密訂《共產問題處置辦法》，凡5章63條，於月底秘密頒布[1]:6074。
- 6月28日——汪精衛返上海[1]:6075。
- 6月29日——軍事委員會任命莫樹杰為第八十四軍軍長[1]:6076。

### 7月
- 7月1日——軍事委員會任命吳瑞英為第六十一軍軍長；成吉思汗靈櫬運抵甘肅榆中興隆山，甘肅省政府主席朱紹良等舉行安陵祭典[1]:6077。
- 7月3日——國民政府任命周鐘巖兼縣政計劃委員會主任委員，原任何鍵免職[1]:6077。
- 7月5日——軍事委員會任命梁華盛為第十軍軍長，楊德亮為第四十二軍軍長，陳烈為第五十四軍軍長[1]:6078。
- 7月9日——軍事委員會任命馮聖法為第七十四軍副軍長[1]:6081。
- 7月10日——軍事委員會任命張文清為第二十五軍副軍長[1]:6081。
- 7月13日——中國國民黨中常會決定永遠開除周佛海、陳璧君黨籍；軍事委員會任命魯道源為第五十八軍副軍長，安恩溥為第六十軍軍長[1]:6083。
- 7月15日——國民政府任命梁龍為駐羅馬尼亞特命全權公使[1]:6084。
- 7月18日——行政院決議戰區各省設行署，並公布《戰區各省省政府設置行署通則》，凡9條[1]:6084。
- 7月27日——軍事委員會任命李鈿六十八軍副軍長[1]:6090。
- 7月28日——軍事委員會任命周熹文為第三十二軍副軍長[1]:6090。

### 8月
- 香港頒布《戰時徵集條例》，徵召適齡壯男加入義勇軍或入香港海軍防衛隊作後備兵[1]:6107。
- 8月4日——軍事委員會任命胡宗南為第三十四集團軍總司令[1]:6094。
- 8月5日——軍事委員會任命楊德亮為第四十三軍軍長[1]:6094。
- 8月7日——軍事委員會任命張雪中代為第十三軍軍長、馬勵武為副軍長[1]:6095。
- 8月8日——軍事委員會任命余澤籛為第二十八軍副軍長[1]:6095。
- 8月15日——國民政府特派陳大齊為高等考試典試委員長[1]:6099。
- 8月16日——軍事委員會任命張文清為第十五軍軍長，馮聖法為第八十六軍副軍長[1]:6100。
- 8月22日——軍事委員會任命李守維為第八十九軍軍長[1]:6102。
- 8月26日——蔣介石在重慶宴請尼赫魯，8月28日蔣介石與尼赫魯會談中印合作問題，8月30日尼赫魯抵達成都訪問；國民政府明令通緝周佛海、陳璧君[1]:6103。
- 8月31日——三民主義青年團組織機構籌建就緒[1]:6105。

### 9月
- 9月1日——中國國民黨宣布三民主義青年團正式成立，原三青團臨時機關改為中央幹事委員會及中央監察委員會，陳誠任中央幹事委員會書記長，朱家驊任中央監事委員會常務監察；尼赫魯因國際形勢變化，由成都提前返重慶，次日向蔣介石辭行，準備回國[1]:6107-6108。
- 9月4日——日本大本營令在南京設置中國派遣軍總司令部，統一指揮華北、華中、華南軍，西尾壽造為總司令官，板垣征四郎為總參謀長，原華中派遣軍司令部同時撤銷[1]:6109。
- 9月5日——尼赫魯離開重慶返回印度[1]:6110。
- 9月7日——香港英政府宣布限制購買外滙，9月17日又公布補充條例[1]:6111。
- 9月8日——國民政府令設中央、中國、交通、農民四行聯合辦事處（四聯總處），蔣介石為主席，孔祥熙、宋子文、錢永銘為常務理事，同時公布《戰時全中央金融機構辦法》；軍事委員會任命張坤生為第十五軍軍長[1]:6111。
- 9月14日——長沙會戰（又稱湘北會戰）開始[1]:6114。
- 9月17日——軍事委員會任命周碞為第三十三集團軍副總司令[1]:6116。
- 9月19日——軍事委員會任命張一能為第九十九軍副軍長[1]:6117。
- 9月20日——國民政府改組河南省政府，免去主席程潛等本兼各職，以衛立煌兼主席[1]:6118。
- 9月21日——軍事委員會任命龐炳勳為第二十四集團軍總司令，施中誠為第七十四軍副軍長[1]:6118。
- 9月28日——軍事委員會任命劉和鼎為第十一集團軍副總司令[1]:6122。

### 10月
- 10月1日——軍事委員會決定將第九戰區劃分為第六、第九戰區，10月2日任命陳誠、商震為第六戰區正副司令長官，薛岳、王陵基為第九戰區正副司令長官，10月5日加任楊森為第六戰區副司令長官；汪精衛為籌組中央事再度赴日[1]:6124-6125。
- 10月2日——軍事委員會任命黃琪翔為第二十六集團軍總司令、李默庵為副總司令，關麟徵為第十五集團軍總司令；第九戰區代司令長官薛岳部署湘北全面反攻[1]:6125。
- 10月3日——蔣介石自重慶飛成都理四川政，10月17日飛返重慶；進攻長沙日軍分三路潰退[1]:6126。
- 10月4日——第九戰區薛岳所部克復湘陰，即向汨羅江北推進[1]:6126。
- 10月5日——第九戰區各軍連克營田、汨羅、平江等地，乘勢追擊，日軍第十一軍司令官岡村寧次下令全線退卻[1]:6126-6127。
- 10月6日——蔣介石電薛岳等將領祝賀湘北大捷，並向參戰部隊頒發賞金15萬元：第九戰區各軍在民眾幫助下擊退圍攻長沙日軍，恢復原有陣地，先頭部隊迫近新墻河；軍事委員會任命楊俊青、曾憲棟為第十一軍副軍長[1]:6127。
- 10月7日—蔣介石在成都就任四川省政府主席兼職，上午召集省府職員訓話，下午接見專程到四川之西康省政府主席劉文輝；日軍第11軍前方指揮所從咸寧撤走，第一次長沙會戰結束[1]:6127。
- 10月8日——軍事委員會任命李漢魂為第三十五集團軍總司令，鄧龍光為副總司令[1]:6128。
- 10月9日——第九戰區一部攻克湘北新墻河及贛北修水[1]:6128。
- 10月10日——國民政府發表宣言，重申主權完整不容破壞[1]:6128。
- 10月11日——薛岳偕同陳誠抵達湖南、湖北邊境，督率所部圍攻岳陽[1]:6129。
- 10月12日——軍事委員會任命馬步榮為騎兵第五軍副軍長，詹志忠為第二十五軍副軍長[1]:6129-6130。
- 10月13日——國民政府任命韓德勤兼任江蘇省政府主席，原任顧祝同免本兼各職[1]:6130。
- 10月21日——軍事委員會任命馮欽哉為第一戰區副司令長官[1]:6135。
- 10月22日——軍事委員會任命柳彥彪為第九十八副軍長；香港進行防空演習[1]:6136。
- 10月23日——軍事委員會任命溫劍鳴為第八十軍副軍長，武士敏為第九十八軍軍長[1]:6136。
- 10月24日——軍事委員會任命劉茂恩為第十四集團軍總司令，李家鈺為第三十六集團軍總司令[1]:6137。
- 10月26日——軍事委員任命武庭麟為第十五軍軍長[1]:6138。
- 10月27日——國民政府指令批准定「八一四」為空軍日，前定「九二〇」為空軍節、「三二九」為航空先烈紀念節一併廢止；軍事委員會任命李品仙為第二十一集團軍總司令[1]:6139。
- 10月29日——軍事委員會在湖南南岳召開第二次軍事會議，策定後期抗戰戰略，11月5日閉幕，蔣介石講話稱：今後要開始反守為攻，積極採取攻勢[1]:6139。

### 11月
- 11月1日——軍事委員會任命蔡廷鍇為第十六集團軍總司令、韋雲淞為副總司令、夏威為第十一集團軍總司令[1]:6142。
- 11月2日——國民政府任命李品仙為安徽省政府主席[1]:6142。
- 11月4日——軍事委員會任命張發奎為第四戰區司令長官[1]:6143。
- 11月15日——桂南會戰開始；軍事委員會任命何宣為第四十六軍軍長，黃國梁為第六十五軍軍長[1]:6148-6149。
- 11月16日——欽州灣登陸日軍佔領防城，次日占領領欽縣[1]:6149。
- 11月18日——國軍第四十六軍新十九師經桂南連日激戰，傷亡甚大，分向上思、皮城山區撤退[1]:6150。
- 11月19日——軍事委員會任命區壽年為第四十八軍軍長[1]:6143。
- 11月20日——白崇禧電廣西省政府召集全省村街民大會，動員民眾，配合軍事力量，破壞公路，實行空室清野，痛擊桂南進犯日軍；軍事委員會任命葉肇為第三十七集團軍總司令，張義純為第二十一集團軍副總司令[1]:6152。
- 11月22日——軍事委員會任命宋希濂為第三十四集團副總司令，段珩為第七十軍副軍長；日機低空猛烈轟炸南寧南北地區，國軍陣地被毁，增援受阻[1]:6153。
- 11月23日——軍事委員會任命鄭作民為第二軍副軍長，鄒洪為新編第二軍軍長，王本甲為第七十九軍副軍長[1]:6154。
- 11月24日——南寧失守[1]:6155。
- 11月25日——國民政府特派葉楚傖為國民大會代表選舉總事務所副主任[1]:6155。
- 11月26日——軍事委員會任命孫連仲為第五戰區副司令長官，黃琪翔為第十一集團軍總司令，夏威為第十六集團軍總司令，蔡廷鍇為第二十六集團軍總司令[1]:6156。
- 11月28日——國民政府任命胡庶華為國立西北大學校長[1]:6157。
- 11月30日——憲政促進會在重慶組成[1]:6157。

### 12月
- 12月1日——軍事委員會任命谷正倫兼任第六戰區副司令長官；第一戰區冬季攻勢開始[1]:6159-6160。
- 12月2日——昆侖關形勢吃緊，廣西10萬民團動員，破壞日軍工作[1]:6160。
- 12月3日——日軍第5師團主力對昆侖關攻勢強大，杜聿明第五軍與日軍激戰[1]:6161。
- 12月4日——日軍占昆侖關，隨即構築工事企圖固守，第四戰區所部分別退至昆侖關以北及武嗚附近集結整頓，准備爾後會戰[1]:6162。
- 12月6日——國民政府派張道藩為國民大會代表總事務所總幹事，張維翰為副總幹事，原任葉楚傖、張道藩免職；軍事委員會任命古鼎新為暫編第二軍副軍長[1]:6163。
- 12月7日——國民政府任命吳國楨為重慶市市長，原任賀國光免職；四川省禁煙督辦公署成立，蔣介石兼督辦，胡次威任處長[1]:6163。
- 12月8日——軍事委員會任命佟毅為第五十軍軍長[1]:6163。
- 12月9日——軍事委員會任王士為第六十七軍副軍長[1]:6164。
- 12月11日——蔣介石、孔祥熙在重慶宣誓就任行政院正、副院長；軍事委員會任命徐庭瑤為第三十八集團軍總司令、李默庵為副總司令[1]:6165。
- 12月12日——第五戰區、第九戰區冬季攻勢開始[1]:6166。
- 12月14日——第三十三集團軍總司令張自忠率部渡湖北襄河，出擊洋梓鎮、黃家集日軍，斃傷敵2,000餘人[1]:6167。
- 12月15日——白崇禧發布反攻南寧作戰命令，令各部隊於12月18日拂曉開始攻擊，乘日部隊未到以前將日軍包圍於邕江南北地區而殲滅之[1]:6168。
- 12月16日——李濟深、陳誠奉蔣介石命自重慶飛廣西，協助白崇禧作戰；第三戰區冬季攻勢開始[1]:6169。
- 12月17日——粵北戰役開始[1]:6169。
- 12月18日——桂南各部隊約15萬人調整就緒，依照白崇禧部署開始反攻，杜聿明第五軍第二〇〇師、新二十二師、榮譽第一師任主攻首先反攻昆侖關，另以第九十二師當日占領七塘南北陣地斷絕邕賓公路阻截日軍援軍，致此後幾日日軍得用飛機輸送彈藥給養；國民政府任命壽勉成為經濟部合作事業管理局局長[1]:6171。
- 12月20日——杜聿明部第五軍第五師增強對昆侖關之攻擊，坦克一度衝入昆侖關，次日割裂九塘與昆侖關聯絡，空軍配合地面部隊攻擊掃射日軍[1]:6171。
- 12月21日——國民政府特派龍雲為軍事委員會委員長昆明行營主任[1]:6172。
- 12月23日——日軍命令第九旅主力，由龍州「排除萬難，日夜兼程，向南寧急進」，次日開始行動，12月27日行抵山墟附近為西路軍夏威部第一八八師包圍截擊，至12月29日進至南寧[1]:6174。
- 12月24日——第五軍副軍長鄭洞國密電蔣介石：自18日該部圍攻敵第五師團於昆侖關，激戰已七晝夜，死傷慘重，是日19時經兩小時攻克昆侖關羅塘南端最堅固高地[1]:6175。
- 12月28日——桂林行營下令反攻昆侖關[1]:6176。
- 12月29日——第五軍以步、炮、坦克協同對昆侖關再次猛攻，昆侖關兩側高地日軍幾無餘生；軍事委員會任命馮聖法為第八十六軍軍長[1]:6177。
- 12月30日——昆侖關日軍開始總退卻；汪精衛與日本簽訂《日支新關係調整要綱》，在上海簽字[1]:6177-6178。
- 12月31日——昆侖關大捷，杜聿明第五軍新編第二十二師及余漢謀部第一五九師各一部於11時許攻入昆侖關，是役斃日軍4,000餘人，國軍因採取攻勢傷亡約1.67萬人[1]:6178。